# Uniwersytet Fudan
Uniwersytet Fudan, Fudan University (chiń. 复旦大学) – uczelnia publiczna zlokalizowana w Szanghaju w Chinach. Została założona w 1905 roku.